# Katedrala Uznesenja Blažene Djevice Marije, Reggio Calabria
Katedrala Uznesenja Blažene Djevice Marije u gradu Reggio Calabria (tal. Il Duomo di Reggio ili Basilica Cattedrale Metropolitana di Maria Santissima Assunta) najveća je katolička vjerska građevina u južnotalijanskoj regiji Kalabriji i stolna crkva nadbiskupije Reggio Calabria-Bova (lat. Archidioecesis Rheginensis-Bovensis).

## Povijest
Katedrala Uznesenja BDM u Reggiu Calabriji sagrađena je oko 300. godine na ostatcima grčkoga hrama posvećenog Apolonu. Nadograđivana tijekom mnogih stoljeća, bila je potpuno razrušena u potresu koji je 1908. pogodio Messinu. U razdoblju od 1917. do 1928. godine Katedrala je potpuno obnovljena u neoromaničkom stilu, a 1929. dovršen je i zvonik Katedrale. Godine 1978. papa Pavao VI. proglasio ju je bazilikom.

### Arhitektura
Katedrala je dugačka 94, široka 22 i visoka 21 metar. Njeno pročelje krase četiri manja tornja, dijeleći ga u tri dijela. Do ulaznih vrata dolazi se stepenicama, usred kojih su postavljeni kipovi sv. Pavla i sv. Stjepana (s lijeve i desne strane prema glavnom ulazu). Oba kipa isklesao je 1934. talijanski kipar Francesco Jerace. Zvonik Katedrale visok je 28,15 metara. Portal je s unutarnje strane oslikan kartom Kalabrije s najvažnijim crkvama. U trobrodnoj unutrašnjosti Katedrale nalaze se i grobovi pojedinih biskupa, te mnogi vrijedni, srebrni i zlatni crkveni predmeti iz 15. i 16. stoljeća.

### Kapela Presvetoga Sakramenta
Pokrajnju kapelu Presvetoga Sakramenta (tal. Cappella del Santissimo Sacramento) je 1539. godine uredio biskup Agostino Gonzaga. Tu kapelu – koja je prvotno bila posvećena Presvetom Trojstvu – nekoliko su puta tijekom povijesti pljačkali i uništavali mnogi osvajači. Više puta je stradala i u potresima, no uvijek su ju obnavljali. Osim kipova svetaca, u kapeli se nalaze i originalne intarzije iz 16. stoljeća.

### Orgulje
Prve orgulje katedrale Uznesenja BDM u Reggiu Calabriji izradila je 1930. tvrtka Balbiani: te su orgulje imale dva manuala i pedale. Godine 1968. premještene su u crkvu San Carlo al Corso, te bivaju zamijenjene novim i nešto većim orguljama izrađenim u majstorskoj radionici braće Ruffatti iz Padove. U razdoblju od 2001. do 2008. to su glazbalo restaurirali, nadogradili i osuvremenili majstori radionice Francesco Michelotto. Orgulje su danas elektroničke i kompjuterizirane, imaju 71 registar (ukupno 4805 svirala) i tri dodana efekta (Campane) na četiri manuala s po 61 tipkom, pedalima i 33 kopule.
| I Positivo espressivo C–c4 |                 |      |
| 1.                         | Bordone         | 16’  |
| 2.                         | Principale      | 8’   |
| 3.                         | Bordone         | 8’   |
| 4.                         | Ottava          | 4’   |
| 5.                         | Flauto          | 4’   |
| 6.                         | Ottanvino       | 2’   |
| 7.                         | Flautino        | 2’   |
| 8.                         | Quintadina      | 1/3’ |
| 9.                         | Piccolo         | 1’   |
| 10.                        | Sesquialtera II |      |
| 11.                        | Ripieno IV      |      |
| 12.                        | Clarinetto      | 8’   |
| 13.                        | Voce umana      | 8’   |
|                            | Tremolo         |      |

| II Grand’Organo C–c4 |                 |      |
| 14.                  | Principale      | 16’  |
| 15.                  | Principale      | 8’   |
| 16.                  | Eufonio         | 8’   |
| 17.                  | Dulciana        | 8’   |
| 18.                  | Flauto          | 8’   |
| 19.                  | Ottava          | 4’   |
| 20.                  | Flauto          | 4’   |
| 21.                  | Duodecima       | 2/3’ |
| 22.                  | Decimaquinta    | 2’   |
| 23.                  | Ripieno grave   |      |
| 24.                  | Ripieno acuto   |      |
| 25.                  | Cornetto V      |      |
| 26.                  | Trombone        | 16’  |
| 27.                  | Tuba mirabilis  | 8’   |
| 28.                  | Tromba          | 8’   |
| 29.                  | Tuba mirabilis  | 4’   |
| 30.                  | Chiarina        | 4’   |
|                      | Campane (c1-c2) | 8’   |

| III Organo expressivo C–c4 |                 |       |
| 31.                        | Principale      | 8’    |
| 32.                        | Quintadena      | 8’    |
| 33.                        | Vional          | 8’    |
| 34.                        | Ottava          | 4’    |
| 35.                        | Flauto a camino | 4’    |
| 36.                        | Flauto in XII   |       |
| 37.                        | Ottavino        | 2’    |
| 38.                        | Treza           | 13/5’ |
| 39.                        | Ripieno VI      |       |
| 40.                        | Tromba armonica | 8’    |
| 41.                        | Oboe            | 8’    |
| 42.                        | Voce corali     | 8’    |
| 43.                        | Voce celesti II | 8’    |
|                            | Campane (c2-c4) | 8’    |
|                            | Tremolo         |       |

| IV Organo Eco C–c4 |                     |    |
| 44.                | Principale          | 8’ |
| 45.                | Corno di notte      | 8’ |
| 46.                | Voce etera          | 8’ |
| 47.                | Ottava              | 4’ |
| 48.                | Ripieno V           |    |
| 49.                | Flauto celeste      | 8’ |
| 50.                | Coro viole IV       | 8’ |
| 51.                | Principale diapason | 8’ |
|                    | Tremolo             |    |

| Pedale (Basseria) C–g1 |                 |     |
| 52.                    | Acustico        | 32’ |
| 53.                    | Contrebasso     | 16’ |
| 54.                    | Principale      | 16’ |
| 55.                    | Subbasso        | 16’ |
| 56.                    | Bordone         | 16’ |
| 57.                    | Basso           | 8’  |
| 58.                    | Bordone         | 8’  |
| 59.                    | Flauto tappato  | 8’  |
| 60.                    | Ottava          | 4’  |
| 61.                    | Flauto          | 4’  |
| 62.                    | Bordoncino      | 4’  |
| 63.                    | Ripieno VI      |     |
| 64.                    | Trombone        | 16’ |
| 65.                    | Tuba mirabilis  | 8’  |
| 66.                    | Tromba          | 8’  |
| 67.                    | Tromba armonica | 8’  |
| 68.                    | Tuba mirabilis  | 4’  |
| 69.                    | Clarone         | 4’  |
| 70.                    | Tromba armonica | 4’  |
| 71.                    | Tromba armonica | 2’  |
|                        | Campane (c1-c3) | 8’  |

## Galerija
- Katedrala Uznesenja BDM
- Kapela Presvetoga Sakramenta
- Rozeta iznad glavnog ulaza
- Kip sv. Pavla
- Kip sv. Stjepana

## Vanjske poveznice

### Sestrinski projekti
|  | Zajednički poslužitelj ima još gradiva o temi Katedrala Uznesenja Blažene Djevice Marije, Reggio Calabria |

### Mrežna sjedišta
- [neaktivna poveznica] (tal.) (engl.) (fr.) (njem.)
- Informacije o orguljama Katedrale Uznesenja BDM u Reggiu Calabriji (tal.)